# KAKUYOMU
KAKUYOMU（即書寫的與閱讀的）是日本角川公司（KADOKAWA）旗下的小說投稿網站。
登錄為作者即可在其上公開發表免費小說。

## 主要功能
小說創作者可在這個網站註冊帳號投稿自己創作的連載小說作品；讀者無需註冊帳號可免費閱讀，也可註冊帳號以跟隨、收藏自己喜好的作品。
2015年起，角川公司每年舉辦KAKUYOMU網路小說大賽（カクヨムWeb小説コンテスト），得獎者可獲得獎金，並由角川公司出版書籍。

## 作品列表
中文版已出版書目
| 作品名                                                                   | 作者           | 插圖                                               | 網路版 | 日文版                 | 台灣版   | 備註 | 改編漫畫 |
| ------------------------------------------------------------------------ | -------------- | -------------------------------------------------- | --- | ---------------------- | -------- | --- | -------- |
| 這個勇者明明超TUEEE卻過度謹慎                                            |                | とよた瑣織                                         | | KADOKAWA BOOKS         | 台灣角川 | - 2019年10月播出改編動畫                                                                                      | ✔        |
| 橫濱車站SF                                                               | 柞刈湯葉       |                                                    | | KADOKAWA BOOKS         | 台灣角川 | - 第1屆KAKUYOMU小說大賽 科幻組大獎                                                                            | ✔        |
| 外掛級補師勇闖異世界迷宮！                                               | dy冷凍         | Mika Pikazo                                        | ライブダンジョン！ | KADOKAWA BOOKS         | 台灣角川 | - Web版曾連載於成為小說家吧                                                                                   | ✔        |
| 黃金經驗值                                                               | 原純           | fixro2n                                            | 黄金の経験値 | KADOKAWA BOOKS         | 台灣角川 | - Web版同時連載於成為小說家吧                                                                                 | ✔        |
| 傲嬌反派千金莉潔洛特與實況主遠藤同學及解說員小林同學                     |                |                                                    | | KADOKAWA BOOKS         | 青文     | - Web版從成為小說家吧移籍 - 改編動畫於2023年1月播放                                                           | ✔        |
| 躺著也中槍的異世界召喚記                                                 |                | hatsuko                                            | 巻き込まれ異世界召喚記 | MF文庫J                | 台灣角川 | |          |
| 廢柴勇者下剋上                                                           |                |                                                    | ポンコツ勇者の下剋上 －モブの俺が魔王を倒せる幼女勇者育てます－                                                                        | MF文庫J                | 台灣角川 | - 第13屆MF文庫J輕小說新人獎 審查員特別獎                                                                      |          |
| 西野～校內地位最底層的異能世界最強少年～                                 |                |                                                    | テイルズ・オブ・西野 | MF文庫J                | 台灣角川 | | ✔        |
| 佐佐木與文鳥小嗶                                                         | ぶんころり     | カントク                                           | 佐々木とピーちゃん 異世界でスローライフを楽しもうとしたら、現代で異能バトルに巻き込まれた件 ～魔法少女がアップを始めたようです～       | MF文庫J                | 東立     | - 《這本輕小說真厲害！2022》單行本、Novels類別第1位。 - Web版同時連載於成為小說家吧 - 改編動畫於2024年1月播放 | ✔        |
| 放學後，到異世界咖啡廳喝杯咖啡                                           | 風見雞         |                                                    | 放課後は、異世界喫茶でコーヒーを | 富士見Fantasia文庫     | 東立     | - 第1屆KAKUYOMU小說大賽 特別獎                                                                                | ✔        |
| 轉生成國王的私生子後，決定享受異世界生活！                               |                |                                                    | ご落胤王子は異世界を楽しむと決めた！                                                                                                   | 富士見Fantasia文庫     | 東立     | - Web版同時連載於成為小說家吧 - 第3屆KAKUYOMU小說大賽 特別獎                                                  | ✔        |
| 被女神騙到異世界的我展開後宮生活                                         | 回復師         | Nardack                                            | 女神に騙された俺の異世界ハーレム生活                                                                                                   | 富士見Fantasia文庫     | 東立     | - 第3屆KAKUYOMU小說大賽 奇幻部門特別獎                                                                        |          |
| 在異世界獲得超強能力的我，在現實世界照樣無敵                             | 美紅           | 桑島黎音                                           | 異世界でチート能力(スキル)を手にした俺は、現実世界をも無双する～レベルアップは人生を変えた～【旧題：レベルアップは人生を変えた（仮）】 | 富士見Fantasia文庫     | 東立     | - 第3屆KAKUYOMU小說大賽 SF、現代奇幻部門大賞 - 改編動畫於2023年4月播出                                        | ✔        |
| 轉生為註定會被劇情殺的「設定上最強角色」的我，決定折斷所有死亡旗幟       | としぞう       | motto                                              | ゲームのストーリー開始前に死ぬ“設定上最強キャラ”に転生したので頑張って生きたい                                                         | 富士見Fantasia文庫     | 東立     | |          |
| 我不斷打倒金屬史萊姆，直到成為【黑鋼之王】～在自家院子發現了極小地下城～ | 温泉カピバラ   | 山椒魚                                             | 金属スライムを倒しまくった俺が【黒鋼の王】と呼ばれるまで ～家の庭で極小ダンジョンを見つけました～                                      | 富士見Fantasia文庫     | 東立     | | ✔        |
| 公爵千金的家庭教師                                                       | 七野りく       | cura                                               | 公女殿下の家庭教師 | 富士見Fantasia文庫     | 東立     | - 第3屆KAKUYOMU小說 奇幻部門 大賞                                                                             | ✔        |
| 雙星的天劍士                                                             | 七野りく       | cura                                               | 双星の天剣使い | 富士見Fantasia文庫     | 台灣角川 | | ✔        |
| 轉生為豬公爵的我，這次要向妳告白                                         | 合田拍子       | nauribon                                           | 豚公爵に転生したから、今度は君に好きと言いたい                                                                                         | 富士見Fantasia文庫     | 台灣角川 | - 第1屆KAKUYOMU小說大賽 特別獎                                                                                | ✔        |
| 創始魔法師                                                               |                |                                                    | 始まりの魔法使い | 富士見Fantasia文庫     | 台灣角川 | - 第1屆KAKUYOMU小說大賽 特別獎                                                                                |          |
| 尼特威能稱霸世界                                                         |                |                                                    | オール・ジョブ・ザ・ワールド | 富士見Fantasia文庫     | 台灣角川 | |          |
| 身為VTuber的我因為忘記關台而成了傳說                                     | 七斗七         | 塩かずのこ                                         | VTuberなんだが配信切り忘れたら伝説になってた                                                                                           | 富士見Fantasia文庫     | 台灣角川 | - 改編動畫於2024年7月播放                                                                                     |          |
| 妹妹進入女騎士學園就讀，不知為何成為救國英雄的人竟是我。                 | ラマンおいどん | なたーしゃ                                         | 妹が女騎士学園に入学したらなぜか救国の英雄になりました。ぼくが。 （页面存档备份，存于）                                                | 富士見Fantasia文庫     | 台灣角川 | | ✔        |
| 打倒女神勇者的下流手段                                                   |                |                                                    | 女神の勇者を倒すゲスな方法 「おお勇者よ！ 死なないとは鬱陶しい」                                                                       | Fami通文庫             | 台灣角川 | - 第18屆Entame大獎小說部門 特別獎                                                                             |          |
| 幻獸調查員                                                               |                | lack                                               | 幻獣調査員 | Fami通文庫             | 台灣角川 | |          |
| 就算身為最後的人類                                                       | 庵田定夏       |                                                    | 今日が最後の人類だとしても | Fami通文庫             | 青文     | |          |
| 本田小狼與我                                                             |                | 博                                                 | スーパーカブ | 角川Sneaker文庫        | 台灣角川 | - 改編動畫於2021年4月播出                                                                                     |          |
| 刮掉鬍子的我與撿到的女高中生                                             |                |                                                    | ひげを剃る。そして女子高生を拾う。 | 角川Sneaker文庫        | 台灣角川 | - 改編動畫於2021年4月播出                                                                                     | ✔        |
| 繼母的拖油瓶是我的前女友                                                 | 紙城境介       | たかやKi                                           | 継母の連れ子が元カノだった | 角川Sneaker文庫        | 台灣角川 | - 改編動畫於2022年7月播出                                                                                     | ✔        |
| 小惡魔學妹纏上了被女友劈腿的我                                           |                |                                                    | カノジョに浮気されていた俺が、小悪魔な後輩に懐かれています                                                                             | 角川Sneaker文庫        | 台灣角川 | - Web版同時連載於成為小說家吧 - 第四屆KAKUYOMU網路小說大賽 戀愛喜劇類特別獎                                   | ✔        |
| 因為女朋友被學長NTR了，我也要NTR學長的女朋友                             |                |                                                    | 彼女が先輩にＮＴＲれたので、先輩の彼女をＮＴＲます                                                                                     | 角川Sneaker文庫        | 台灣角川 | - 第六屆KAKUYOMU網路小說大賽 戀愛喜劇類特別獎與CW漫畫獎                                                       | ✔        |
| 不起眼的我在妳房間做的事班上無人知曉                                     | ヤマモトタケシ | アサヒナヒカゲ                                     | 陰キャの僕にセフレがいる事をクラスの君達はまだ知らない （页面存档备份，存于）                                                          | 角川Sneaker文庫        | 台灣角川 | - 第六屆KAKUYOMU網路小說大賽 特別獎與ComicWalker漫畫賞                                                        | ✔        |
| 世界啊，臣服在我的烈焰之下吧                                             | すめらぎひよこ | Mika Pikazo、mocha                                 | 我が焔炎にひれ伏せ世界 | 角川Sneaker文庫        | 台灣角川 | - 第27回Sneaker大賞                                                                                           | ✔        |
| 驕矜狂妄反派貴族的惡行惡狀                                               | 黑雪ゆきは     | 魚デニム                                           | 極めて傲慢たる悪役貴族の所業 | 角川Sneaker文庫        | 台灣角川 | | ✔        |
| 好感度120%的北条同學似乎願意為我做任何事……                               | 本田セカイ     | もきゅ                                             | 絶対好感度指数スキキライ | 角川Sneaker文庫        | 東立     | - 第3屆KAKUYOMU小說大賽 戀愛部門特別獎                                                                        |          |
| 魔王學園的反叛者～人類最初的魔王候補和自己的少女眷屬向著王座發起衝擊～   | 久慈政宗       | kakao                                              | 魔王学園の反逆者 ～人類初の魔王候補、眷属少女と王座を目指して成り上がる～                                                              | 角川Sneaker文庫        | 東立     | | ✔        |
| 淺草鬼妻日記                                                             | 友麻碧         |                                                    | 浅草鬼嫁日記～あやかし夫婦は今世こそ幸せになりたい。～                                                                                 | 富士見L文庫            | 台灣角川 | | ✔        |
| 誰都可以暗中助攻討伐魔王                                                 |                | bob                                                | 誰にでもできる影から助ける魔王討伐 | 角川新文芸             | 台灣角川 | - 第1屆KAKUYOMU小說大賽 奇幻組大獎                                                                            | ✔        |
| 被勇者奪去一切的我跟勇者媽媽一起組隊了！                                 | 石のやっさん   | 久遠まこと                                         | 勇者に全部奪われた俺は勇者の母親とパーティを組みました！                                                                               | 角川新文芸             |          | | ✔        |
| 魔法使是家裡蹲？                                                         |                |                                                    | 魔法使いで引きこもり? ~モフモフ以外とも心を通わせよう物語~                                                                             | 角川新文芸             | 東立     | | ✔        |
| 小不點賢者，從Lv.1開始在異世界奮鬥！                                     | 彩戸ゆめ       | 竹花ノート                                         | ちびっこ賢者、Lv.1から異世界でがんばります！                                                                                           | 角川新文芸             | 東立     | - Web版同時連載於成為小說家吧                                                                                 | ✔        |
| 她喜歡的是BL，不是同志的我                                               |                | 新井陽次郎                                         | 彼女が好きなものはホモであって僕ではない                                                                                               | 角川文庫               | 台灣角川 | | ✔        |
| 貞操逆轉世界的處男邊境領主騎士                                           | 道造           | ろん22                                             | 貞操逆転世界の童貞辺境領主騎士 | OVERLAP                | 台灣角川 | | ✔        |
| 從本能寺開始與信長統一天下                                               | 常陸之介寛浩   | 茨乃                                               | 本能寺から始める信長との天下統一 | OVERLAP                | 東立     | - Web版同時連載於成為小說家吧 - 第5屆OVERLAP文庫WEB小說大獎金獎                                               | ✔        |
| 成人遊戲轉生 對抗命運的金豬貴族奮鬥記                                    | 名無しの権兵衛 | 星夕                                               | エロゲ転生 運命に抗う金豚貴族の奮闘記                                                                                                  | OVERLAP                | 東立     | - Web版同時連載於成為小說家吧                                                                                 |          |
| 亡國的征服者～魔王將征服世界～                                           | 不手家         | toi8                                               | 亡びの国の征服者～魔王は世界を征服するようです～ （页面存档备份，存于）                                                                | OVERLAP                | 青文     | - Web版同時連載於成為小說家吧                                                                                 | ✔        |
| 在現代社會變成女性向遊戲的反派千金有點傷腦筋啊                           | 二日市とふろう | 景                                                 | 現代社会で乙女ゲームの悪役令嬢をするのはちょっと大変 （页面存档备份，存于）                                                            | OVERLAP                | 青文     | - 2021年下一部人氣輕小說大賞網絡單行本部門第5 - 這本輕小說真厲害！2022單行本第8                               | ✔        |
| 安逸領主的愉快領地防衛～用生產系魔術將無名村改造成最強要塞都市～         | 赤池宗         | 転                                                 | お気楽領主の楽しい領地防衛 | OVERLAP                | 青文     | | ✔        |
| 神貓小咪與貓用品召喚師的異世界奮鬥記                                     | にゃんたろう   | 岩崎美奈子                                         | 神猫ミーちゃんと猫用品召喚師の異世界奮闘記                                                                                             | ドラゴンノベルス       | 東立     | | ✔        |
| 關於人類是最強種族這件事                                                 | 柑橘ゆすら     | 夜ノみつき                                         | 最強の種族が人間だった件 ～ エルフ嫁と始める異世界スローライフ ～                                                                      | 集英社(Super Dash文庫) | 東立     | - Web版從成為小說家吧移籍                                                                                     | ✔        |
| 劣等眼的轉生魔術師                                                       | 柑橘ゆすら     | ミユキルリア                                       | 劣等眼の転生魔術師 | 集英社(Super Dash文庫) | 東立     | - Web版從成為小說家吧移籍                                                                                     | ✔        |
| 重組世界Rebuild World                                                    | 非公開ナフセ   | 吟（插畫）わいっしゅ（世界觀插畫）cell（機械設定） | リビルドワールド | 電撃の新文芸           | 台灣角川 | - Web版同時連載於成為小說家吧 - 宣布將動畫化                                                                  | ✔        |
| 轉生為故事的黑幕～以進化魔劍和遊戲知識傲視群倫～                         | 俺２号結城涼   | なかむら                                           | 物語の黒幕に転生して～進化する魔剣とゲーム知識ですべてをねじ伏せる～（Web版） （页面存档备份，存于）                                   | 電撃の新文芸           | 台灣角川 | - Web版同時連載於成為小說家吧                                                                                 | ✔        |
| 魔界歸來的劣等能力者                                                     | たすろう       | かる                                               | 魔界帰りの劣等能力者 | HJ文庫                 | 東立     | | ✔        |
| 被放逐的吊車尾少年，從邊境生還成為S級對魔師                              | 御子柴奈々     | 岩本ゼロゴ                                         | 【WEB版】追放された落ちこぼれ、辺境で生き抜いてＳランク対魔師に成り上がる                                                              | HJ文庫                 | 東立     | - Web版同時連載於成為小說家吧                                                                                 | ✔        |
| Destiny Unchain Online ~在遊戲裡化身吸血鬼少女，獲得『赤紅魔王』稱號~    | resn           | ヤチモト                                           | Destiny Unchain Online 〜吸血鬼少女となって、やがて『赤の魔王』と呼ばれるようになりました〜                                            | 講談社                 | 東立     | | ✔        |
| 我是村民又怎樣？                                                         | 白石新         | 白蘇ふぁみ                                         | 村人ですが何か？ | GC小說                 | 台灣角川 | | ✔        |

## 影像化作品

### 動畫化作品
| 作品名稱                                                             | 播放時間 | 動畫製作公司 | 備註 |
| -------------------------------------------------------------------- | -------- | ------------ | ---- |
|                                                                      | 2019年   | WHITE FOX    |      |
| 刮掉鬍子的我與撿到的女高中生                                         | 2021年   | project No.9 |      |
| 本田小狼與我                                                         | 2021年   | Studio KAI   |      |
| 勇者辭職不幹了～下個職場是魔王城～                                   | 2022年   | EMT Squared  |      |
| 繼母的拖油瓶是我的前女友                                             | 2022年   | project No.9 |      |
| 傲嬌反派千金莉潔洛特與實況主遠藤同學及解說員小林同學                 | 2023年   | 手塚製作公司 |      |
| 在異世界獲得超強能力的我，在現實世界照樣無敵～等級提升改變人生命運～ | 2023年   | Millepensee  |      |
| 暴食狂戰士                                                           | 2023年   | A.C.G.T      |      |
| 異修羅                                                               | 2024年   | Passione     |      |
| 神明渴求着遊戲。                                                     | 2024年   | LIDENFILMS   |      |
| 佐佐木與文鳥小嗶                                                     | 2024年   | SILVER LINK. |      |
| 新人大叔冒險者，被最強隊伍操到死成無敵                               | 2024年   | 夢太公司     |      |
| 身為VTuber的我因為忘記關台而成了傳說                                 | 2024年   | TNK          |      |
| 公爵千金的家庭教師                                                   | 2025年   | Studio Blanc |      |
| 判處勇者刑 懲罰勇者9004隊刑務紀錄                                    | 2026年   | Studio KAI   |      |
| 遭到流放的轉生重騎士憑藉遊戲知識大開無雙                             | 2026年   | GoHands      |      |
| 我和班上第二可愛的女生成為朋友                                       | 2026年   | CONNECT      |      |

### 動畫化預定（含企劃階段）
| 作品名稱                                                              | 播放時間 | 動畫製作公司 | 備註 |
| --------------------------------------------------------------------- | -------- | ------------ | ---- |
| 重組世界Rebuild World                                                 | 未定     | 未定         |      |
| 一覺醒來就有了最強裝備跟太空船 決定以自家獨棟建築為目標當傭兵自由過活 | 未定     | 未定         |      |
| 勇者的廢棄物                                                          | 未定     | OLM          |      |
| 安逸領主的愉快領地防衛～用生產系魔術將無名村改造成最強要塞都市～      | 未定     | 未定         |      |

### 真人化作品
| 作品名稱                   | 播放時間 | 備註 |
| -------------------------- | -------- | ---- |
| 她喜歡的是BL，不是同志的我 | 2019年   |      |

## 外部連結
- KAKUYOMU
- KAKUYOMU運營官方帳號
- KAKUYOMU網路小說大賽（第1屆、第2屆 、第3屆、第4屆、第5屆）